# Музбел
Музбе́л (каз. Мұзбел) — село у складі Нуринського району Карагандинської області Казахстану. Адміністративний центр та єдиний населений пункт Музбельського сільського округу.
Населення — 647 осіб (2021; 762 у 2009, 836 у 1999, 1061 у 1989).
Національний склад станом на 1989 рік:
- росіяни — 37 %;
- казахи — 23 %.

Станом на 1989 рік село називалось Пржевальський, до 2018 року — Пржевальське.